# Tomas Ross (Schriftsteller)

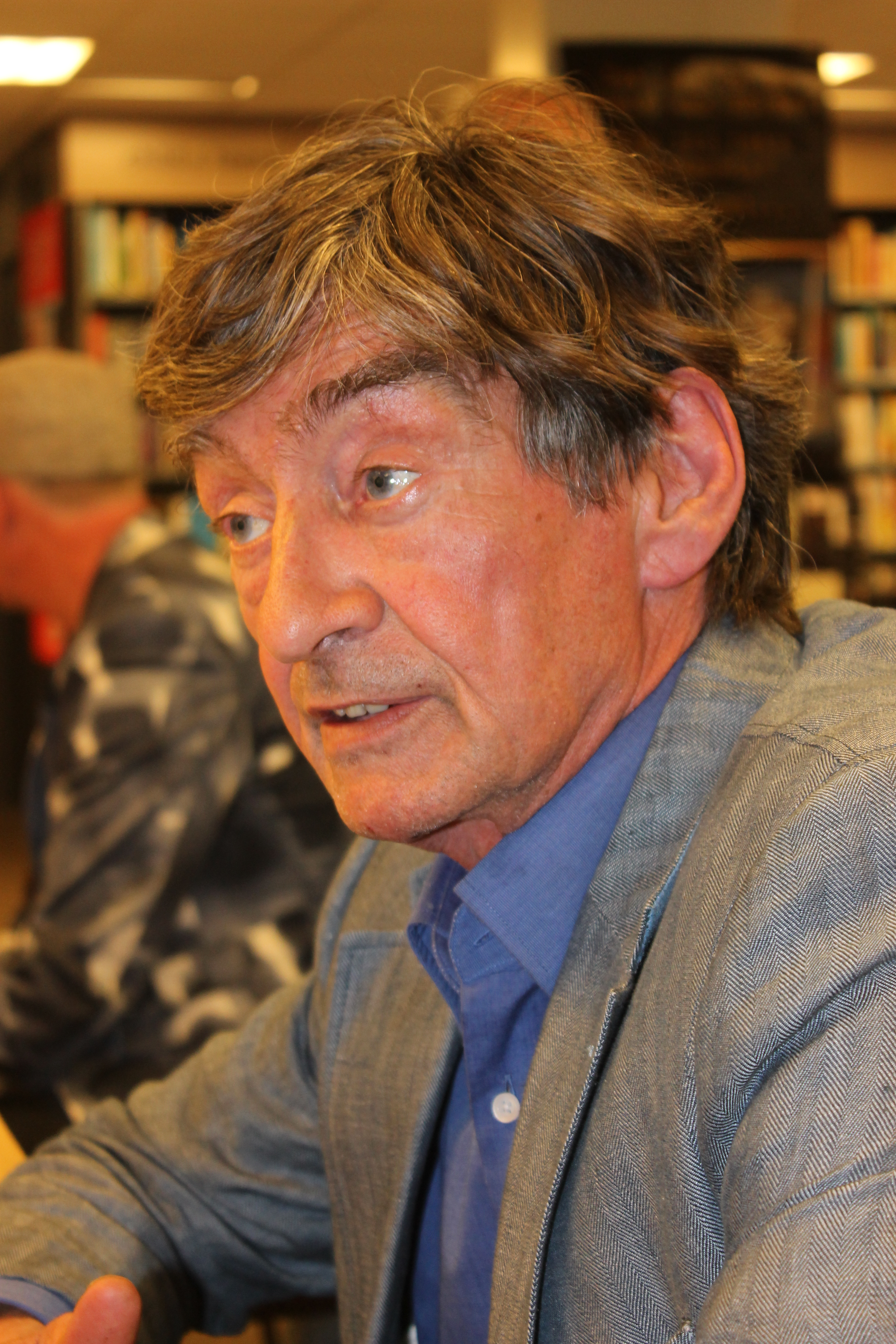
Der niederländische Autor Tomas Ross bei einer Buchpräsentation in Hengelo im Mai 2015.

Tomas Ross, Pseudonym von Willem Pieter Hogendoorn (* 16. September 1944 in Den Bommel, Gemeinde Goeree-Overflakkee, Niederlande), ist ein niederländischer Schriftsteller und Drehbuchautor.
Er schrieb über 40 Kriminalromane, einen davon zusammen mit Maj Sjöwall, einige andere zusammen mit Rinus Ferdinandusse, Kinder- und Jugendbücher, Drehbücher für Fernsehserien und zusammen mit Theo van Gogh das Drehbuch für den Film Der sechste Mai.
Einige seiner Bücher erschienen auch in deutscher Übersetzung.

## Leben und Wirken
Tomas Ross wurde 1944 in Den Bommel geboren. Sein Vater war ein Mitarbeiter des niederländischen Inlandsgeheimdienstes (bis 2002: BVD, jetzt: AIVD). Ross besuchte das Gymnasium in Den Haag. Nach Abschluss des Gymnasiums studierte er an der VU Amsterdam Anthropologie und an der Schule für Journalistik in Utrecht. Er promovierte 1974 auf dem Gebiet der Soziologie an der Universität Amsterdam.
Nach dem Studium arbeitete Ross als Journalist und für verschiedene Menschenrechtsorganisationen.
Seit 1984 lebt Ross als freischaffender Schriftsteller und Drehbuchautor.
Tomas Ross ist verheiratet; er hat zwei Töchter und einen Sohn.

### Schriftstellerische Tätigkeit
1979 schrieb Ross sein erstes Buch Loch Ness – mythe of werkelijkheid (Loch Ness – Mythos oder Wirklichkeit) unter seinem richtigen Namen Willem Pieter Hogendoorn.
Er untersuchte darin die Möglichkeit für das Überleben von prähistorischen Tieren in schlecht zugänglichen Habitaten, z. B. sehr tief im Wasser oder im Urwald.
Ab 1980 begann er unter dem Pseudonym Tomas Ross Thriller zu schreiben.
Tomas Ross trug maßgeblich zur Gründung des Gouden Strop bei, den er selbst dreimal gewann mit seinen Büchern:
Bèta (1987), Koerier voor Sarajevo (1996), De zesde me (2003)
Seine Fortsetzungsromane um das Rätsel der Ringe sind eine Art X-Files für Kinder. Diese Fernsehserie wird innerhalb des ersten Bandes auch des Öfteren zitiert.
Der phantasiebegabte Held Jaromir stellt eine Art kindlichen Fox Mulder dar und seine Freundin Pauline repräsentiert die zweifelnde Dana Scully.
Spekulationen über untergegangene Zivilisationen, Außerirdische, UFOs, Atlantis und Zeitreisende werden angedeutet. Es bleibt aber in der Schwebe, ob sie nicht womöglich nur Phantasieprodukte von Jaromir sind.
Die ersten drei Bände der Folge wurden ins Deutsche übersetzt. Ein vierter Band erschien 2012.

## Veröffentlichungen

### Krimis und Fiction
- De vrienden van Pinocchio. 2014.
- De Tweede November. 2013.
- De Nachtwaker: Het koningscomplot. 2013.
- Onze vrouw in Tripoli. 2012.
- Havank Ross: de Schaduw contra de Schorpioen. 2011.
- Kort. 2011.
- Havank Ross: de Schaduw en het mysterie van de Denker. 2011.
- De tweede verlosser. 2010.
- Havank Ross: Het mysterie van de Nachtwacht. 2010.
- Het Meisje uit Buenos Aires. 2009.
- Beestachtig. 2009.
- Blonde Dolly. 2008.
- Havank Ross: Caribisch complot. 2008.
- De Marionet. 2008.
- De Tranen van Mata Hari. 2007.
- King Kong. 2006. (Fortsetzung von De anjercode)
- De hand van god. 2005.
- De anjercode. 2005. (Fortsetzung von De dubbelganger)
- Take Care! 2005.
- Bloed aan de paal. 2004.
- mit Rinus Ferdinandusse: Kidnap. 2004.
- De dubbelganger. 2004.
- De klokkenluider. 2003.
- mit Rinus Ferdinandusse: De mannen van de maandagochtend. 2003.
- De zesde mei. 2003.
  - deutsch: Der Tod des Kandidaten. Deutscher Taschenbuch Verlag, 2009, ISBN 978-3-423-21127-7.
- Mathilde. 2003.
- mit Rinus Ferdinandusse u. a.: De dood van een kroonprins. 2002.
- Blue Curaçao: King en de vrouw die twee keer leefde. 2002.
- Omwille van de troon. 2002.
- Tranen over Hollandia. 2001.
- Superdeal: King en ..... 1999.
- Het goud van Salomon Pinto. 1998.
- De vlucht van de vierde oktober. 1997.
- Pin up: King en de televisiemoorden. 1996.
- Koerier voor Sarajevo. 1996.
- De broederschap. 1995.
- Babyface: King en de moordtransfer. 1986.
- Het Polderstad-mysterie. 1995.
- De man van Sint Maarten. 1994.
- Wachters voor Wilhelmina. 1993.
- De ingewijden. 1992.
- Walhalla. 1991.
- Gouden bergen. 1990.
- mit Maj Sjöwall: De vrouw die op Greta Garbo leek. 1990.
  - deutsch: Eine Frau wie Greta Garbo. Rowohlt, 2005, ISBN 3-499-23866-7.
- Donor. 1989.
- Mode voor Moskou. 1989.
- Het Koeweit contract. 1987.
- Bèta. 1987.
- De strijders van de regenboog. 1986.
- Schaduwen uit Gethsemane. 1985.
- Het Poesjkin Plan. 1984.
- Het verraad van '42. 1983.
- Van koninklijken bloede. 1982.
- De moordmagnaten (King). 1982.
- De ogen van de mol. 1981.
- De honden van het verraad. 1980.

### Kinder- und Jugendbücher
- De man die twee keer verdronk. 2002.
- Het geheim van het verdronken dorp. 2002.
- De wraak van Victor Baldini. 1993.
- Het levende lijk. 1992.
- Help, ze ontvoeren de koningin. 1990.

#### „Das Rätsel der Ringe“
- De grappige stem. 2012.
- De verborgen poort. 2001.
  - deutsch: Jaromir und das verborgene Tor. Wirtschaftsverlag Ueberreuter, 2002, ISBN 3-8000-2964-2.
- De stem in de grot. 2000.
  - deutsch: Jaromir und die geheimnisvolle Höhle. Wirtschaftsverlag Ueberreuter, 2002, ISBN 3-8000-2963-4.
- Talisman. 1999.
  - deutsch: Jaromir und der Talismann. Wirtschaftsverlag Ueberreuter, 2002, ISBN 3-8000-2962-6.

#### „Daan und Doortje Mysteries“
- Daan en Doortje en het monster van Loch Ness. 1994.
- Daan en Doortje en de poldergeesten. 1994.

### Sachbücher
- Loch Ness – mythe of werkelijkheid. 1979. veröffentlicht unter seinem richtigen Namen Willem Hogendoorn